# Ernest Tidyman
Ernest Ralph Tidyman (Cleveland, 1º gennaio 1928 – Londra, 14 luglio 1984) è stato uno scrittore, sceneggiatore, giornalista, produttore cinematografico e produttore televisivo statunitense, vincitore del premio Oscar alla migliore sceneggiatura non originale nel 1972 per Il braccio violento della legge.

## Biografia
Ernest Ralph Tidyman nasce a Cleveland, nell'Ohio, il 1º gennaio 1928.
Lasciata la scuola a quattordici anni, intraprende giovanissimo l'attività di reporter di cronaca nera arrivando a scrivere per importanti testate quali The Detroit News e The New York Times.
In seguito diventa un apprezzato scrittore (è autore di una quindicina di romanzi) e sceneggiatore per il cinema e la televisione ottenendo l'Oscar alla migliore sceneggiatura non originale e il Premio Edgar per la migliore sceneggiatura nel 1972 per Il braccio violento della legge.
Muore a Londra il 14 luglio 1984 in seguito alle complicazioni di un'ulcera perforata.

## John Shaft
Il personaggio più popolare creato da Tidyman resta il detective privato afroamericano John Shaft, creato nel 1970 come risposta a James Bond protagonista di sette romanzi, tre film e una serie televisiva.

## Opere principali

### Romanzi
- The Anzio Death Trap (1968)
- Flower Power (1968)
- Absolute Zero (1971)
- High Plains Drifter (1973)
- Dummy (1974)
- Line of Duty (1974)
- Starstruck (1975)
- Table Stakes (1978)
- Big Bucks (1982)

### Serie Shaft
- Shaft contro la mafia (Shaft) (1970), Milano, Garzanti, 1971 traduzione di Ettore Capriolo - Nuova ed. Roma, Sur, 2016
- Shaft tra gli ebrei (Shaft Among the Jews) (1972), Milano, Garzanti, 1973 traduzione di Ettore Capriolo - Nuova ed. Roma, Sur, 2017
- Shaft fa centro (Shaft's Big Score!) (1972), Milano, Garzanti, 1975 traduzione di Ettore Capriolo
- Shaft se la gode (Shaft Has a Ball) (1973), Milano, Garzanti, 1975 traduzione di Ettore Capriolo
- Addio, Mr. Shaft (Goodbye, Mr. Shaft) (1973), Milano, Garzanti, 1976 traduzione di Ettore Capriolo
- Shaft's Carnival of Killers (1974)
- The Last Shaft (1975)

## Filmografia parziale

### Cinema
- Shaft il detective (Shaft) (1971) regia di Gordon Parks
- Il braccio violento della legge (The French Connection) (1971) regia di William Friedkin
- Shaft colpisce ancora (Shaft's Big Score) (1972) regia di Gordon Parks
- Lo straniero senza nome (High Plains Drifter) (1973) regia di Clint Eastwood
- Ghost in the Noonday Sun (1973) regia di Peter Medak (non accreditato)
- Shaft e i mercanti di schiavi (Shaft in Africa) regia di John Guillermin
- Rapporto al capo della polizia (Report to the Commissioner) (1975) regia di Milton Katselas
- Gli esecutori (1976) regia di Maurizio Lucidi
- La polvere degli angeli (A Force of One) (1979) regia di Paul Aaron
- Last Plane Out (1983) regia di Daid Nelson

### Televisione
- To Kill a Cop (1978)
- Dummy (1979)
- Power: An American Saga (1980)
- Guyana Tragedy: The Story of Jim Jones (1980)
- Alcatraz: The Whole Shocking Story (1980)
- Uno sceriffo contro tutti (Walking Tall) (1981) (consulente)
- Stark (1985)
- I giorni della vendetta (Brotherly Love) (1985)